# Bjällerups socken
Bjällerups socken i Skåne ingick i Torna härad, ingår sedan 1971 i Staffanstorps kommun och motsvarar från 2016 Bjällerups distrikt.
Socknens areal är 9,97 kvadratkilometer varav 9,88 land. År 2000 fanns här 122 invånare.  Kyrkbyn Stora Bjällerup med sockenkyrkan Bjällerups kyrka ligger i socknen. 

## Administrativ historik
Socknen har medeltida ursprung. 
Vid kommunreformen 1862 övergick socknens ansvar för de kyrkliga frågorna till Bjällerups församling och för de borgerliga frågorna bildades Bjällerups landskommun. Landskommunen uppgick 1952 i Staffanstorps landskommun som ombildades 1971 till Staffanstorps kommun. Församlingen uppgick 2000 i S:t Staffans församling.
1 januari 2016 inrättades distriktet Bjällerup, med samma omfattning som församlingen hade 1999/2000.
Socknen har tillhört län, fögderier, tingslag och domsagor enligt vad som beskrivs i artikeln Torna härad. De indelta soldaterna tillhörde Södra skånska infanteriregementet, Torna kompani och Skånska dragonregementet, Torna skvadron, Sallerups kompani.

## Geografi
Bjällerups socken ligger sydost om Lund kring Höjeån. Socknen är en odlad slättbygd på Lundaslätten, nu till stor del tättbebyggd.

## Fornlämningar
Ett tiotal boplatser från stenåldern är funna. Från bronsåldern finns rester av gravhögar.

## Namnet
Namnet skrevs 1285 Bialthorp och kommer från kyrkbyn. Efterleden är torp, 'nybygge'. Förleden kan innehålla biäl, 'knöl' syftande på en förhöjning..